# Campo de força (química)

Um campo de força é usado para minimizar a energia de alongamento da ligação desta molécula etano

No âmbito da modelagem molecular, um campo de força (um caso especial de funções de energia ou potenciais interatômicos; não deve ser confundido com Campo de força na física clássica) refere-se à forma funcional e conjuntos de parâmetros usados para calcular a energia potencial de um sistema de átomos ou partículas em grãos grosseiros em simulações de mecânica molecular e dinâmica molecular. Os parâmetros das funções de energia podem ser derivados a partir de trabalhos experimentais e cálculos de mecânica quântica. A transmissibilidade é uma das propriedades fundamentais de um campo de força.
Campos de força "todos-átomos" proporcionam parâmetros para cada tipo de átomo, em um sistema, incluindo o hidrogênio, enquanto os potenciais interatômicos de "átomo-unido" tratam os átomos de hidrogênio e carbono em cada terminal metil e cada ponte de metileno como um único centro de interação. Potenciais em grãos grosseiros, que são frequentemente utilizados em simulações de longa data de macromoléculas tais como proteínas, ácidos nucleicos, e complexos com múltiplos componentes, proporcionam representações ainda mais brutas para aumento de eficiência computacional.

## Forma funcional

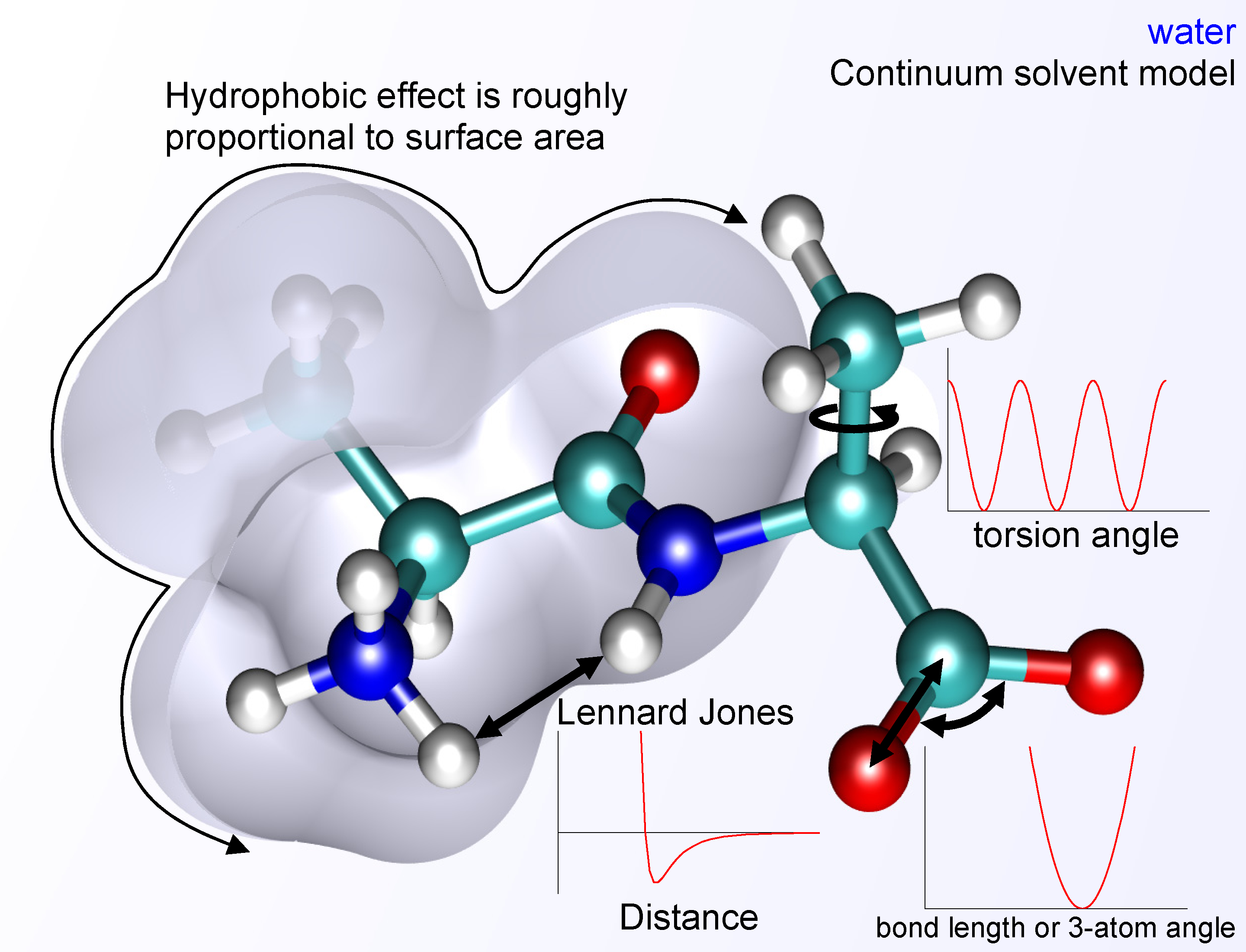
Função de energia potencial na mecânica molecular com solvente contínuo

A forma funcional básica de energia potencial na mecânica molecular inclui termos ligados para interações de átomos que estão ligados por ligações covalentes, e termos não ligados (também chamados "não covalentes") que descrevem as forças de longo alcance eletrostáticas e de van der Waals. A decomposição específica dos termos depende do campo de força, mas uma forma geral para a energia total em um campo de força aditivo pode ser escrita como
{\displaystyle \ E_{\text{total}}=E_{\text{ligados}}+E_{\text{não-ligados}}}
em que os componentes das contribuições covalentes e não covalentes são dadas pelos seguintes somatórios:
{\displaystyle \ E_{\text{ligados}}=E_{\text{ligações}}+E_{\text{angulares}}+E_{\text{diedros}}}
{\displaystyle \ E_{\text{não-ligados}}=E_{\text{eletrostáticas}}+E_{\text{van der Waals}}}
Os termos de ligações e angulares são normalmente modelados por funções de energia quadráticas que não permitem a quebra da ligação.Uma descrição mais realista de uma ligação covalente com maior alongamento é fornecida pelo potencial de Morse, mais caro. A forma funcional para a energia diedro é altamente variável. Termos  adicionais de "torção imprópria" podem ser adicionados ao aplicar a planaridade de anéis aromáticos e outros sistemas conjugados, e "termos cruzados" que descrevem o acoplamento de diferentes variáveis internas, tais como os ângulos e comprimentos de ligações. Alguns campos de força também incluem termos explícitos para ligações de hidrogênio.
Os termos não ligados são computacionalmente mais intensivos. Uma escolha popular é a de limitar as interações para energias emparelhadas (pairwise energies). O termo de van der Waals é usualmente calculado com um potencial de Lennard-Jones e o termo electrostático com a lei de Coulomb, embora ambos possam ser armazenados em buffer ou dimensionados por um fator constante para dar conta da polarizabilidade eletrônica e produzir melhor concordância com as observações experimentais.

## Parametrização
Além da forma funcional dos potenciais, campos de força definem um conjunto de parâmetros para diferentes tipos de átomos, ligações químicas, ângulos diedros, e assim por diante. Os conjuntos de parâmetros são geralmente empíricos. Um campo de força incluiria parâmetros distintos para um átomo oxigênio em um grupo funcional carbonila e em um grupo hidroxila. O conjunto de parâmetros típico inclui valores para massa atômica, raio de van der Waals e carga parcial para átomos individuais, e valores de equilíbrio de distâncias de ligação, ângulos de ligação, e ângulos diedros para pares, triplas e quádruplas de átomos ligados, e os valores correspondentes à constante elástica da mola efetiva para cada potencial. A maioria dos parâmetros de campos de força atuais usam um modelo de "carga fixa", pelo qual a cada átomo é atribuído um valor único para a carga atômica que não é afetado pelo ambiente eletrostático local; desenvolvimentos propostos em campos de forças de próxima geração incorporam modelos para polarizabilidade em que a carga de uma partícula é influenciada por interações eletrostáticas com os seus vizinhos. Por exemplo, a polarizabilidade pode ser aproximada pela introdução de dipolos induzidos; ela também pode ser representada pelas partículas de Drude, sem massa, sítios virtuais de transporte de carga anexados por potenciais harmônicos tipo mola a cada átomo de polarizável. A introdução de polarizabilidade em campos de força de uso comum foi inibida pelo elevado custo de cálculo associado com o cálculo do campo eletrostático local.
Embora muitas simulações moleculares envolvam macromoléculas biológicas como proteínas, DNA e RNA, os parâmetros para determinados tipos de átomos são geralmente derivados de observações sobre moléculas orgânicas pequenas que são mais tratáveis para estudos experimentais e cálculos quânticos. Diferentes parâmetros de campo de força podem ser derivados a partir de tipos diferentes de dados experimentais, tais como entalpia de vaporização (OPLS), entalpia de sublimação, momentos dipolares, ou vários parâmetros espectroscópicos.
Os conjuntos de parâmetros e as formas funcionais são definidos pelos desenvolvedores dos potenciais interatômicos como sendo auto-consistentes. Uma vez que as formas funcionais dos termos potenciais variam extensivamente entre os potenciais interatômicos mesmo os estreitamente relacionados (ou versões sucessivas de um mesmo potencial interatômico), os parâmetros de uma função potencial interatômica devem claramente nunca ser usados em conjunto com uma outra função potencial interatômica.

## Deficiências
Todos potenciais interatômicos baseiam-se em inúmeras aproximações e derivam de diferentes tipos de dados experimentais.  Por isso, eles são chamados de empíricos. Algumas funções de energia existentes não levam em conta a  polarização eletrônica do meio ambiente, um efeito que pode reduzir significativamente interações eletrostáticas de cargas atômicas parciais. Este problema foi resolvido através do desenvolvimento de "campos de força polarizáveis" ou usando uma constante dielétrica macroscópica. No entanto, a aplicação de um único valor de constante dielétrica é questionável em ambientes altamente heterogêneos de proteínas ou membranas biológicas, e a natureza do dielétrico depende do modelo utilizado.
Todos os tipos de forças de Van der Waals também são fortemente dependentes do ambiente, porque essas forças são originárias de interações de dipolos induzidos e "instantâneos" (ver Força intermolecular). A teoria original de Fritz London destas forças só pode ser aplicada no vácuo. Uma teoria mais geral das forças de Van der Waals em meio condensado foi desenvolvida por A. D. McLachlan em 1963 (Esta teoria inclui a abordagem original de London como um caso especial). A teoria McLachlan prevê que as atrações de van der Waals em media são mais fracas do que no vácuo e seguem a regra do "semelhante dissolve semelhante", o que significa que diferentes tipos de átomos interagem de forma mais fraca do que os tipos idênticos de átomos.